# Areca parens
Areca parens är en enhjärtbladig växtart som beskrevs av Odoardo Beccari. Areca parens ingår i släktet Areca och familjen Arecaceae. Inga underarter finns listade i Catalogue of Life.